# Ina Savenka
Ina Savenka (en biélorusse : Іна Савенка), née le 5 août 1994 à Mazyr, est une coureuse cycliste biélorusse, spécialiste de la piste. Médaillée à plusieurs reprises aux Championnats d'Europe de cyclisme sur piste, elle remporte notamment l'argent de la course aux points aux championnats d'Europe de 2018.

## Biographie
Ina Savenka est active dans le cyclisme international depuis 2013, en mettant l'accent sur le cyclisme sur piste. En 2014, elle remporte l'argent sur l'omnium et la poursuite par équipes aux championnats d'Europe espoirs (moins de 23 ans). L'année suivante, elle devient championne d'Europe de poursuite par équipes espoirs, avec Katsiaryna Piatrouskaya, Polina Pivovarova et Marina Shmayankova et est médaillée de bronze de la discipline aux championnats d'Europe élites. 
En 2016, elle est médaillée d'argent de l'omnium et médaillée de bronze de la poursuite aux championnats d'Europe espoirs.
Lors des championnats d'Europe 2018, elle est vice-championne d'Europe de la course aux points et quatrième de la poursuite.

## Palmarès sur piste

### Championnats du monde
- Pruszków 2019
  - 9e de la course aux points

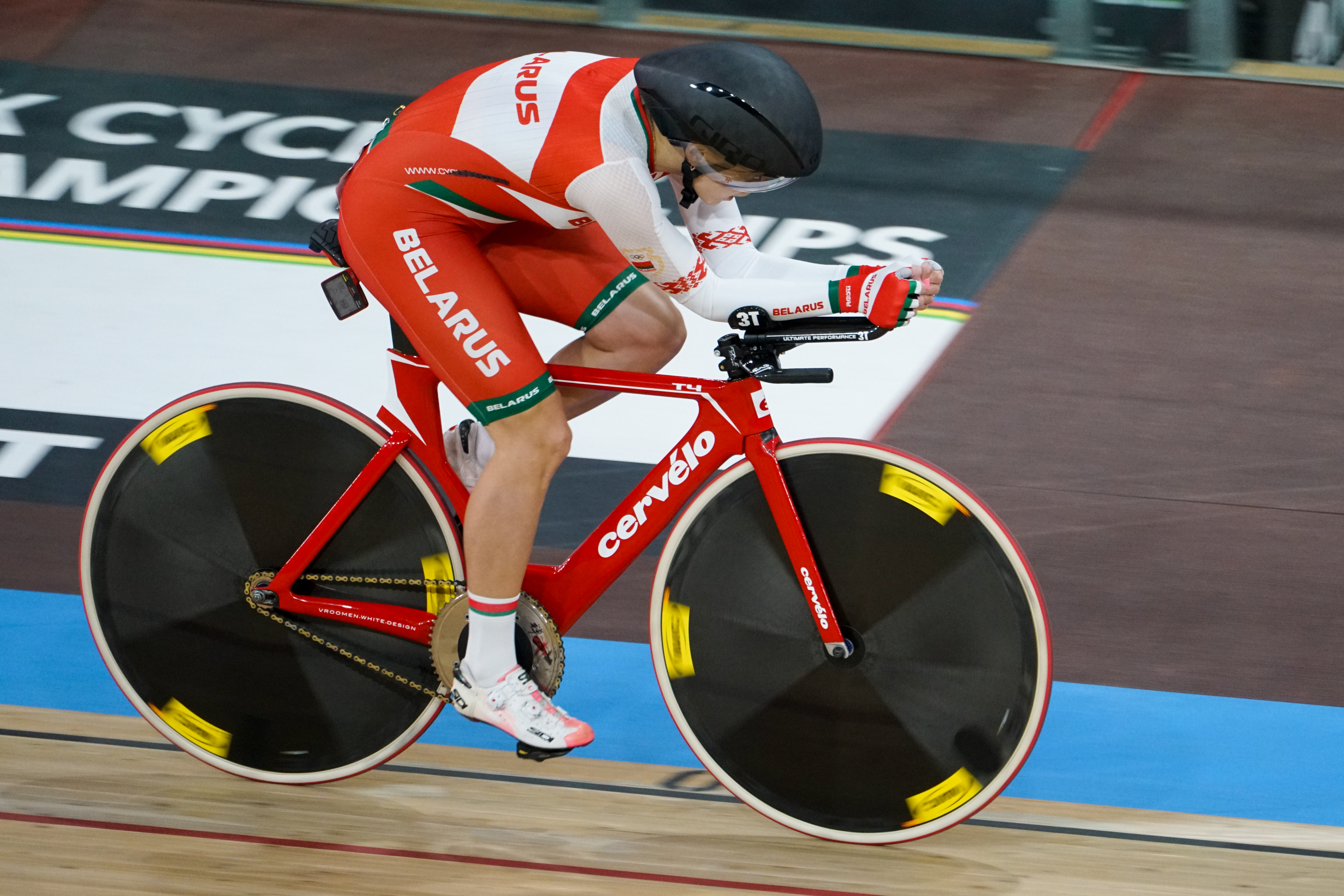
Savenka lors des mondiaux sur piste de 2020.

  - 12e de la poursuite par équipe[1]
  - 17e de l'omnium

### Coupe des nations
- 2021
  - 2e de l'américaine à Hong Kong
  - 3e de la poursuite à Hong Kong

### Championnats d'Europe
Juniors et espoirs
- Anadia 2014
  -  Médaillée d'argent de l'omnium espoirs
  -  Médaillée d'argent de la poursuite par équipes espoirs (avec Volha Masiukovich, Polina Pivovarova et Marina Shmayankova)
- Athènes 2015
  -  Championne d'Europe de poursuite par équipes espoirs (avec Katsiaryna Piatrouskaya, Polina Pivovarova et Marina Shmayankova)
  -  Médaillée d'argent de la course aux points
- Montichiari 2016
  -  Médaillée d'argent de l'omnium espoirs
  -  Médaillée de bronze de la poursuite espoirs

Élites
- Granges 2015
  -  Médaillée de bronze de la poursuite par équipes (avec Katsiaryna Piatrouskaya, Polina Pivovarova et Marina Shmayankova)
- Glasgow 2018
  -  Médaillée d'argent de la course aux points

### Championnats nationaux
- Championne de Biélorussie de poursuite individuelle : 2017 et 2018
- Championne de Biélorussie de poursuite par équipes : 2017 et 2019
- Championne de Biélorussie d'omnium : 2017 et 2019
- Championne de Biélorussie de vitesse par équipes : 2019
- Championne de Biélorussie de l'américaine :  2019
- Championne de Biélorussie de course aux points : 2020
- Championne de Biélorussie du scratch : 2021

## Palmarès sur route

### Par année
- 2015
  - 3e du championnat de Biélorussie
- 2017
  - 2e du championnat de Biélorussie du contre-la-montre
  - 3e du championnat de Biélorussie
- 2018
  - 2e du championnat de Biélorussie du contre-la-montre
- 2019
  - Grand Prix Gazipaşa
  - 2e du Kievskaya Sotka Women Challenge
- 2020
  - 2e du championnat de Biélorussie du contre-la-montre

### Classements mondiaux
| Année                                 | 2014 | 2015 | 2016 | 2017 | 2018 | 2019 | 2020 | 2021 |
| ------------------------------------- | ---- | ---- | ---- | ---- | ---- | ---- | ---- | ---- |
| Classement UCI                        | 559e | 452e | 477e | 286e | 307e | 246e | 341e | 836e |
| UCI World Tour                        |      |      | nc   | nc   | 207e | nc   | nc   | nc   |
|                                       |      |      |      |      |      |      |      |      |
| Légende : nc = non classéSource : UCI |      |      |      |      |      |      |      |      |